# Stefan Rudniański

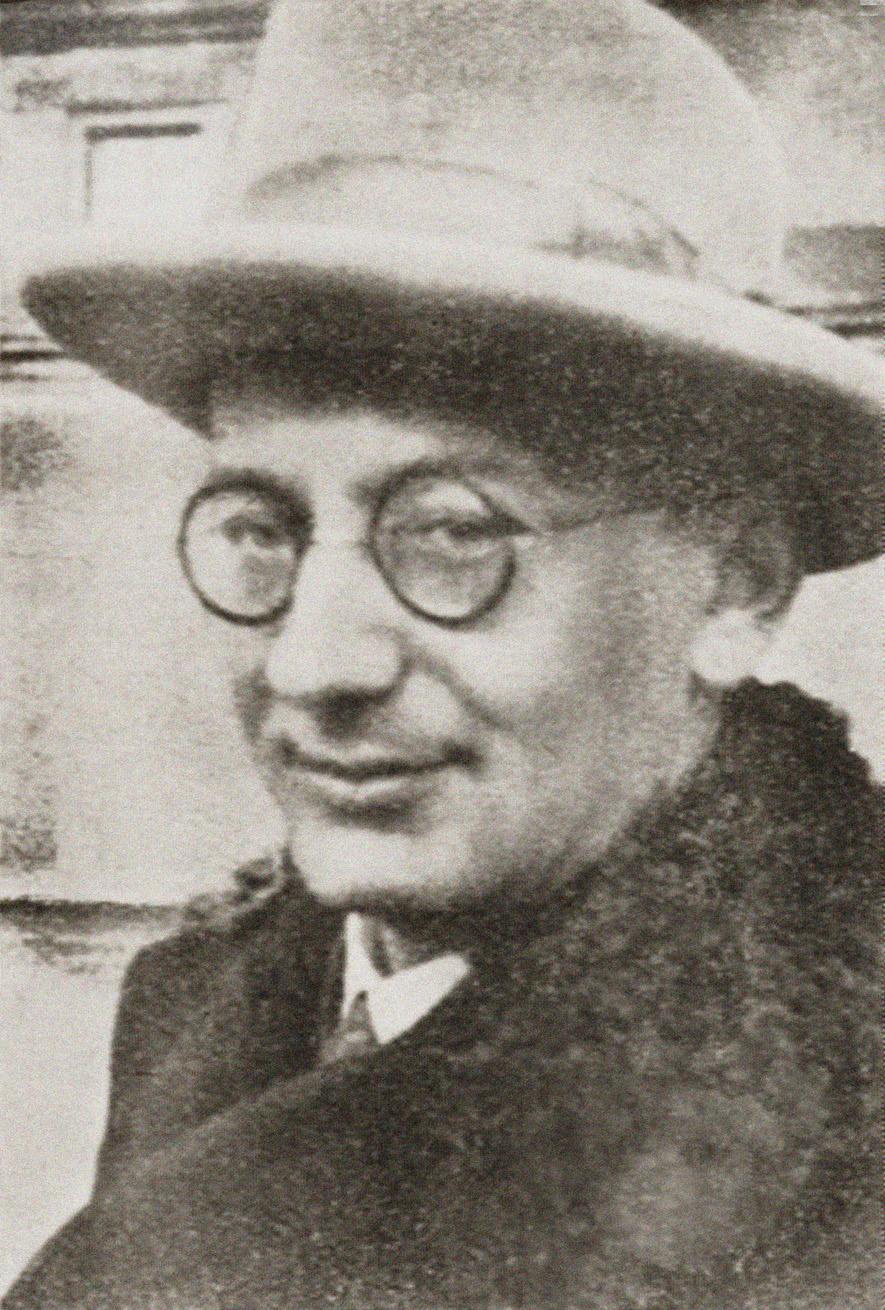
Stefan Rudniański

Stefan Rudniański (Salomon Rubinroth) (ur. 28 kwietnia 1887 w Brześciu, zamordowany w 1941 we Lwowie lub w okolicach Złoczowa) – polski filozof, psycholog, pedagog, działacz komunistyczny.

## Życiorys
Syn Gedalego i Liji Lipy. W 1905 usunięty z warszawskiego gimnazjum za udział w strajku szkolnym. W 1909 zdał eksternistycznie maturę, a 1908-1911 był słuchaczem w Konserwatorium Warszawskim. Od 1910 prowadził odczyty z filozofii w V Oddziale Towarzystwa Kultury Polskiej. 1911-1914 studiował filozofię, psychologię i pedagogikę w Lipsku. Związany z PPS-Lewicą (współpracownik jej organu, „Głosu Robotniczego”) i prawdopodobnie z SDKPiL. W 1913 dwukrotnie słuchał odczytów Lenina w Lipsku. 1914-1915 internowany przez Niemców jako poddany rosyjski. Od 1916 był nauczycielem historii w Warszawie i jednocześnie wykładał na Uniwersytecie Ludowym i w Klubie Robotniczym im. T. Rechniewskiego.
Od grudnia 1918 wstąpił do nowo powstałej KPP i był jej członkiem do rozwiązania partii w sierpniu 1938. Współpracował z jej legalnymi czasopismami: „Kulturą Robotniczą”, „Myślą” i „Miesięcznikiem Literackim”. 1927-1929 przełożył „Materializm a empiriokrytycyzm” Lenina (wydany w 1949). Brał udział w trzech ogólnopolskich kongresach filozoficznych w 1923, 1928 i 1936. Popularyzował teoretyczny dorobek Lenina. Od 1928 roku docent filozofii nowożytnej w Wolnej Wszechnicy Polskiej w Warszawie, 1932-1935 wykładał historię filozofii i technikę pracy umysłowej w Instytucie Pedagogicznym ZNP (którego od 1925 był członkiem), od 1939 profesor filozofii na Uniwersytecie Jana Kazimierza we Lwowie.
W okresie sowieckiej okupacji Lwowa nadal prowadził działalność naukową.  Członek rady miejskiej sowieckiego Lwowa. W 1941 złożył podanie o przyjęcie do Wszechzwiązkowej Komunistycznej Partii (bolszewików) WKP(b). Zamordowany przez Niemców lub Ukraińców tuż po wkroczeniu do Lwowa okupanta hitlerowskiego. Jego grób symboliczny znajduje się na Cmentarzu Ewangelicko-Augsburskim w Warszawie przy ul. Młynarskiej (aleja 14, grób 14).

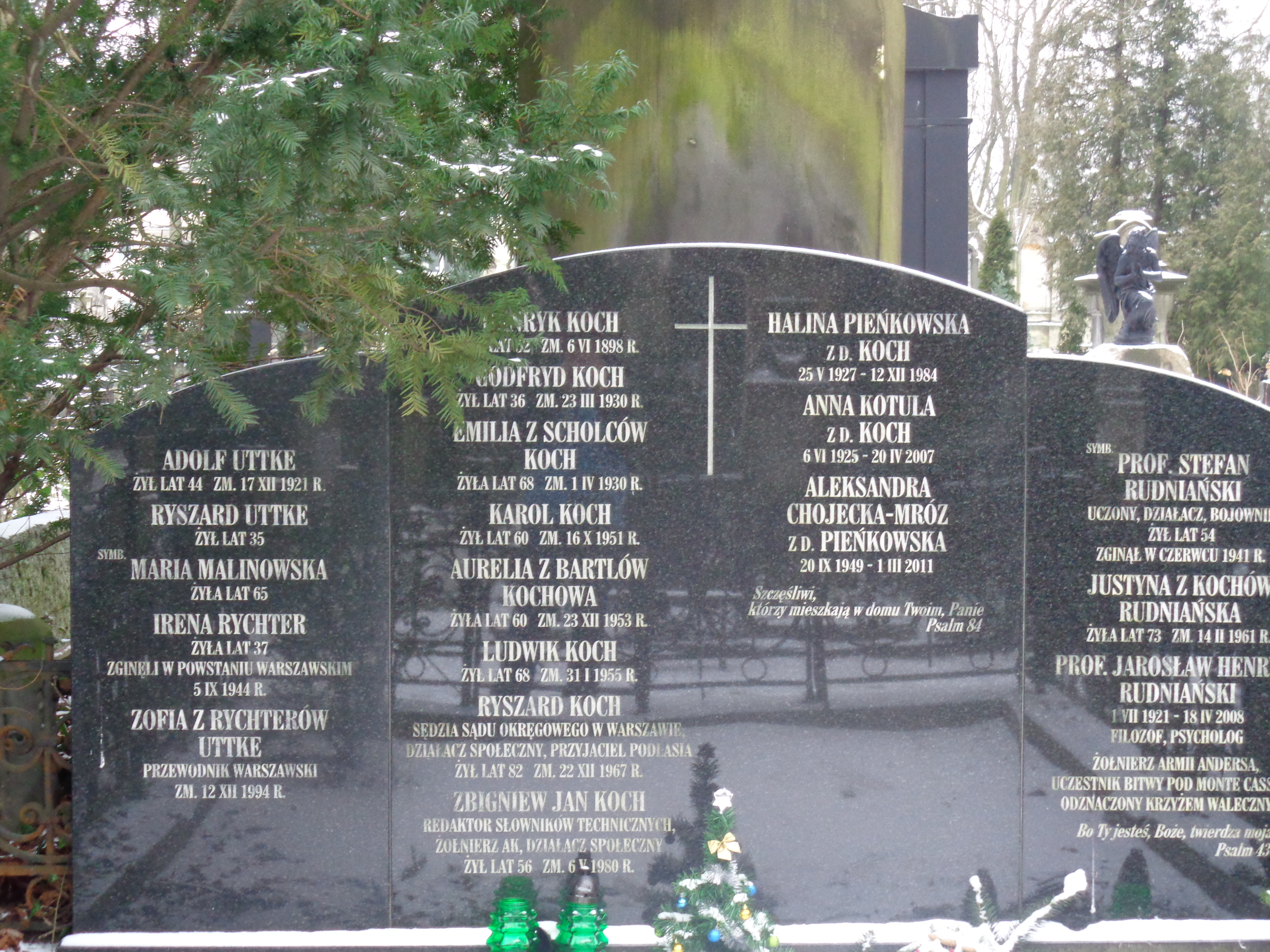
Grób Rudniańskich na Cmentarzu Ewangelicko-Augsburskim w Warszawie

## Życie prywatne
Był żonaty z działaczką PPS-Lewicy, KPP, PPR i PZPR Justyną z Kochów, z którą miał dwoje dzieci. Jego synem był prakseolog Jarosław Rudniański, autor m.in. Technologii pracy umysłowej.